# Sclerohypnum littorale
Sclerohypnum littorale är en bladmossart som beskrevs av Benito C. Tan 1991. Sclerohypnum littorale ingår i släktet Sclerohypnum och familjen Hookeriaceae. Inga underarter finns listade i Catalogue of Life.